# Joe Alves
Pour les articles homonymes, voir Alves (homonymie).
Joseph Manuel Alves dit Joe Alves, né le 21 mai 1936 à San Leandro (Californie, États-Unis), est un directeur artistique, chef décorateur et réalisateur américain.

## Filmographie

### Directeur artistique
- 1969 : L'habit ne fait pas la femme (Change of Habit) de William A. Graham (assistant)
- 1969 : Virages (Winning) de James Goldstone
- 1970 : Company of Killers de Jerry Thorpe (Téléfilm)
- 1970 : The Young Country (en) de Roy Huggins (Téléfilm)
- 1970 : Pufnstuf (en) de Hollingsworth Morse (en)
- 1970-1973 : Night Gallery (Série télévisée)
- 1971 : The Psychiatrist (en) (Série télévisée)
- 1971 : Sarge de Richard A. Colla (Téléfilm)
- 1971 : The Priest Killer de Richard A. Colla (Téléfilm)
- 1971 : The Impatient Heart de John Badham (Téléfilm)
- 1971 : Enlèvement par procuration (See the Man Run) de Corey Allen (Téléfilm)
- 1973 : Isn't It Shocking? (en) de John Badham (Téléfilm)
- 1973 : Double Indemnity (en) de Jack Smight (Téléfilm)
- 1973 : Scream, Pretty Peggy (en) de Gordon Hessler(Téléfilm)
- 1974 : Sugarland Express (The Sugarland Express) de Steven Spielberg

### Chef décorateur
- 1975 : Les Dents de la mer (Jaws) de Steven Spielberg
- 1976 : Embryo de Ralph Nelson
- 1977 : Rencontres du troisième type (Close Encounters of the Third Kind) de Steven Spielberg
- 1978 : Les Dents de la mer, 2e partie (Jaws II) de Jeannot Szwarc
- 1981 : New York 1997 (Escape from New York) de John Carpenter
- 1988 : Everybody's All-American de Taylor Hackford
- 1992 : Freejack de Geoff Murphy
- 1993 : Geronimo (Geronimo: An American Legend) de Walter Hill
- 1994 : Drop Zone (Zone critique au Québec) de John Badham
- 1997 : Haute trahison (Shadow Conspiracy) de George Cosmatos
- 1997 : Menace toxique (Fire Down Below) de Félix Enríquez Alcalá
- 2000 : Sinbad: Beyond the Veil of Mists d'Evan Ricks

### Réalisateur deseconde équipe
- 1975 : Les Dents de la mer (Jaws) de Steven Spielberg
- 1978 : Les Dents de la mer, 2e partie (Jaws II) de Jeannot Szwarc
- 1984 : Starman de John Carpenter

### Producteurassocié
- 1978 : Les Dents de la mer, 2e partie (Jaws II) de Jeannot Szwarc
- 1992 : Freejack de Geoff Murphy

### Effets visuels
- 1956 : Planète interdite (Forbidden Planet) de Fred M. Wilcox (assistant illustrateur)
- 1984 : Starman de John Carpenter (consultant visuel)

### Réalisateur
- 1983 : Les Dents de la mer 3 (Jaws 3-D)

## Distinctions

### Récompenses
- 1979 : BAFTA de la meilleure direction artistique dans le film Rencontres du troisième type

### Nominations
- 1978 : Oscar de la meilleure direction artistique avec le film Rencontres du troisième type
- 1984 : Razzie Awards dans la catégorie Pire réalisateur pour le film Les Dents de la mer 3